# Ludwig Wilhelm Mauthner von Mauthstein

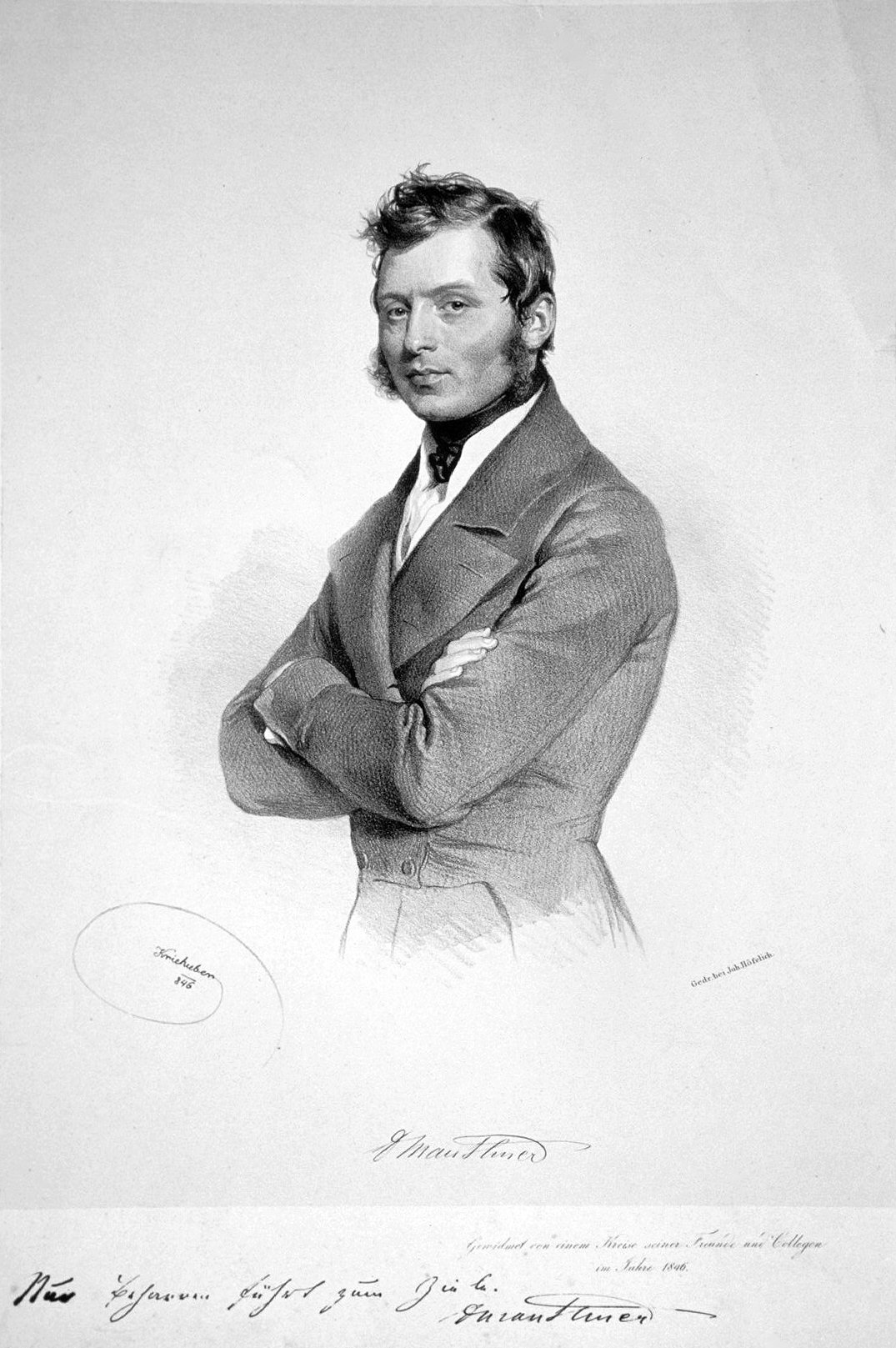
Ludwig Mauthner, Lithographie von Josef Kriehuber, 1846

Ludwig Wilhelm Mauthner (Ritter) von Mauthstein (* 14. Oktober 1806 in Raab; † 8. April 1858 in Wien) war ein ungarisch-österreichischer Arzt und Kinderarzt.

## Leben
Mauthner studierte ab 1823 in Wien Medizin, trat 1825 als Eleve in die dortige medizinisch-chirurgische Josephs-Akademie ein und wurde 1831 promoviert. Nach dem Abschluss seines Studiums war Mauthner als Oberfeldarzt und Assistent von Bischoff von Altenstern an der Medizinischen Klinik seiner Ausbildungsstätte tätig und wurde bei der schweren Choleraepidemie in Wien und einer Typhusepidemie in Galizien eingesetzt. Nachdem Mauthner 1836 seinen Militärdienst, befördert zum Regimentsarzt beendet hatte, konzentrierte er sich auf die Kinderheilkunde und eröffnete 1837 das erste Privat-Kinderspital im deutschsprachigen Raum. Mauthner war ab 1839 Privatdozent für Kinderheilkunde an der Medizinischen Fakultät der Universität Wien und führte sein Haus ab 1844 als Klinik. 1848 verlegte er sein Institut von der Vorstadt Schottenfeld an den heutigen Standort des St. Anna Kinderspitals, wo Mauthner auch Hebammen und Kinderpflegerinnen („Wärterinnen“) für gesunde und kranke Kinder ausbildete. Nachdem sein Institut 1850 zum offiziellen Unterrichtsinstitut erhoben worden war, wurde Mauthner 1851 in Wien zum außerordentlichen Professor für Kinderheilkunde ernannt. Mauthner gründete einen Verein für die Beaufsichtigung von Kostkindern, aus dem der Verein für Kinderkrippen hervorging und war außerdem Mitglied im Wiener Ärzteforum. Zudem erwirkte Mauthner die Gründung von zwei Filialspitälern in Niederösterreich und Oberösterreich. Das Hauptwerk des 1849 in den Adelsstand erhobenen Mediziners war „Die Krankheit des Gehirn’s und Rückenmark’s bei Kindern“. 

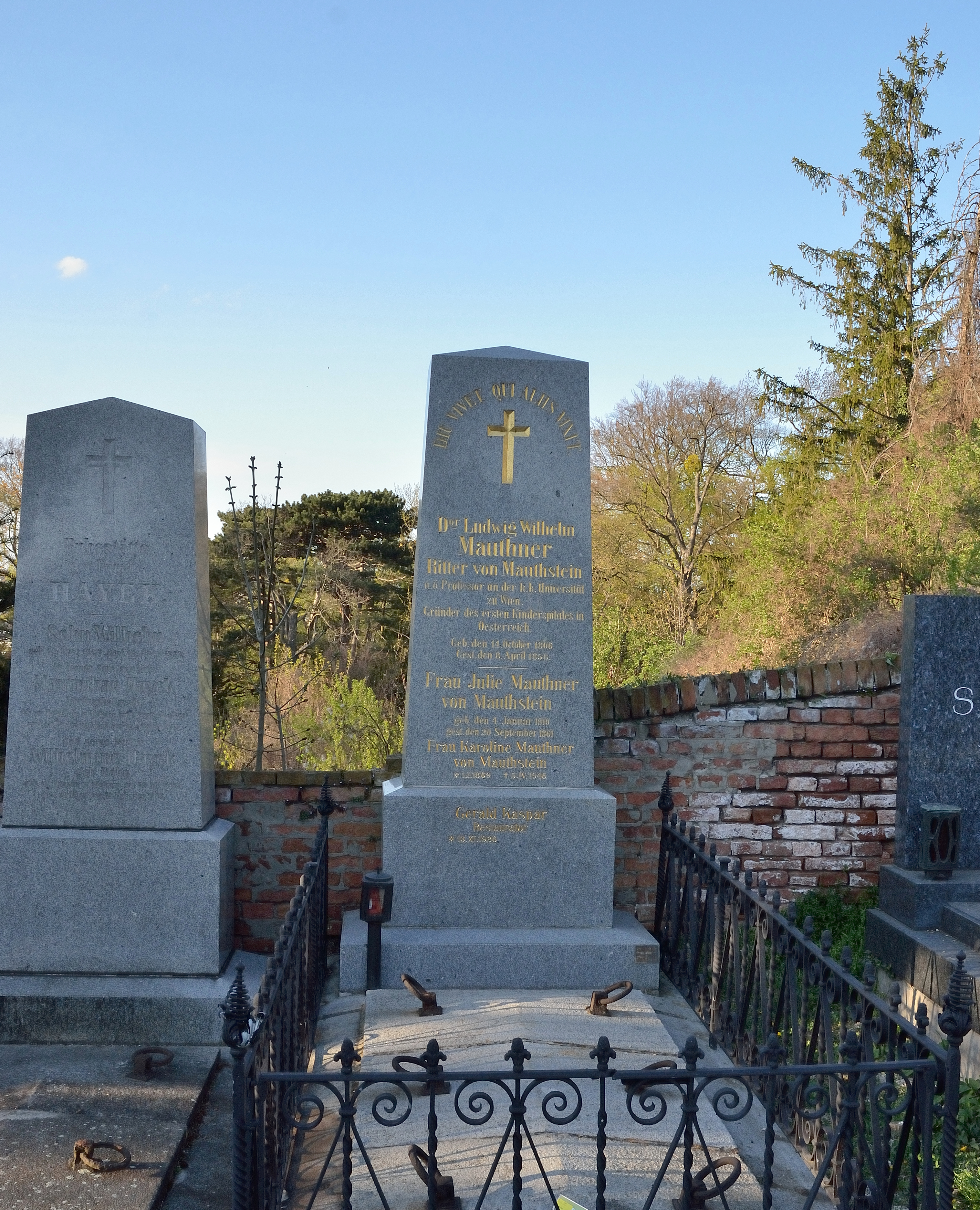
Grabmal am Hietzinger Friedhof

Mauthner wurde in Wien auf dem Hietzinger Friedhof in einem ehrenhalber gewidmeten Grab (Gruppe 6, Nummer 17) bestattet.
Im Jahr 1888 wurde in Wien-Alsergrund (9. Bezirk) die Mauthnergasse nach ihm benannt.
Er war der Vetter von Gustav von Mauthner.

## Werke
- Die Heilkräfte des kalten Wasserstrahls mit einem Rückblick auf das Staubregenbad und kalte Bäder (bei Meningitiden, Hydrocephalus, Diphtherie und verschiedenen Nervenleiden). Wien 1837.
- Die Krankheit des Gehirn’s und Rückenmark’s bei Kindern, durch Krankheitsfälle aus dem ersten Kinderspitale erläutert. Wien 1844.
- Kinder-Diätetik: Eine Anleitung zur naturgemäßen Pflege und Erziehung des Kindes. Wien 1853.